# Erik M. Snellman
Erik Magnus Snellman, tidigare Kull, född 21 oktober 1957 i Helsingfors, död 26 april 2020 i Sibbo, var en finlandssvensk radio- och TV-redaktör och författare, son till Magnus Kull. Han studerade nordiska språk vid Helsingfors universitet och blev anställd som översättare vid Rundradion. Han gjorde sin karriär vid Finlands Svenska Television; bland hans program märks 1000 km ortnamn, De trettio byarnas stad och K-märkt. I radion var han programledare för Ordsnoken, som fick en publikation även i bokform.
Snellman spelade som trummis i bandet The Bottles som uppträdde mest med cover-låtar av The Beatles.

## Böcker
- 1996 – Amatörpappan: Det första året
- 2003 – Ordsnoken